# اختبار الدارة المفتوحة
اختبار الدارة المفتوحة (بالإنجليزية: Open circuit test)‏ هي إحدى الطرق المستخدمة في الهندسة الكهربائية؛ لتحديد معاوقة الدارة المفتوحة للطرف الثانوي للمحول .

## الهدف
- تحديد نسبة الجهد للملفين .
- فقد الطاقة في حالة الدارة المفتوحة .

## التوصيل

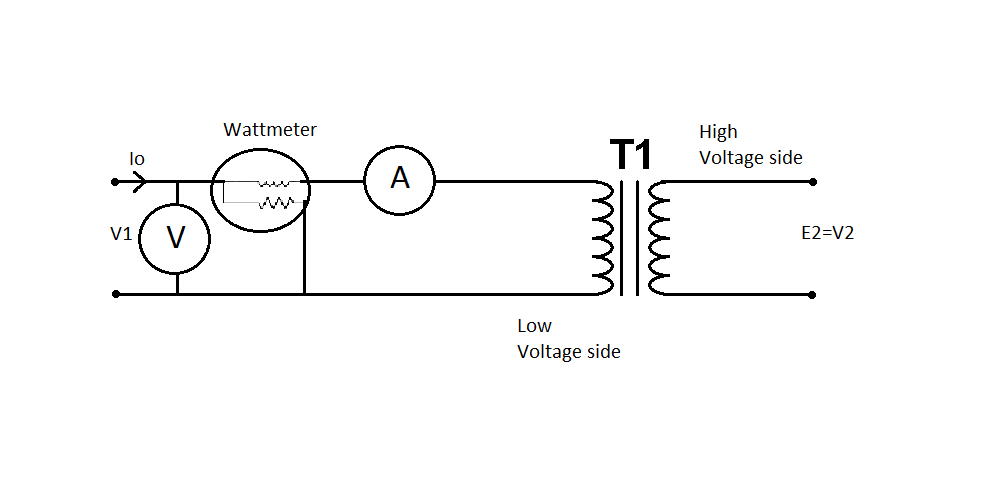
اختبار الدائرة المفتوحة

يُوصَل مقياس قدرة بالطرف الابتدائي، ويوصل مقياس التيار الكهربائي على التوالي معه، بينما يوصل مقياس الجهد الكهربائي على التوازي، كما هو موضح بالشكل .

## الطريقة
يُوصَل الملف الابتدائي بمصدر كهربي ذي جهد وتردد يساوي الجهد والتردد المقنن للمحول، مع فتح الطرف الثانوي للمحول .

## الحسابات
ومن قراءات أجهزة القياس يمكن تحديد التالي :

أن التيار {\displaystyle \mathbf {I_{0}} } صغير جدا . 

وباعتبار {\displaystyle \mathbf {W} } كقراءة الواتميتر . 

إذا
{\displaystyle \mathbf {W} =\mathbf {V_{1}} \mathbf {I_{0}} \cos \phi _{0}}
ويمكن كتابة المعادلة بالشكل التالي : 

{\displaystyle \cos \phi _{0}={\frac {\mathbf {W} }{\mathbf {V_{1}} \mathbf {I_{0}} }}}
حيث : 

{\displaystyle \mathbf {I_{m}} =\mathbf {I_{0}} \sin \phi _{0}}
{\displaystyle \mathbf {I_{w}} =\mathbf {I_{0}} \cos \phi _{0}}

### المعاوقة الكهربية
باستخدام المعادلة السابقة، يمكن حساب {\displaystyle \mathbf {X_{0}} } و {\displaystyle \mathbf {R_{0}} } 

{\displaystyle \mathbf {X_{0}} ={\frac {\mathbf {V_{1}} }{\mathbf {I_{m}} }}}
{\displaystyle \mathbf {R_{0}} ={\frac {\mathbf {V_{1}} }{\mathbf {I_{w}} }}}

حيث 

{\displaystyle \mathbf {Z_{0}} ={\sqrt {\mathbf {R_{0}} ^{2}+\mathbf {X_{0}} ^{2}}}}
أو 

{\displaystyle \mathbf {Z_{0}} =\mathbf {R_{0}} +\mathbf {j} \mathbf {X_{0}} }

### المسامحة الكهربائية
المسامحة هي مقلوب المعاوقة وهي تمثل قبولية المادة الكلية لعبور التيار . 

{\displaystyle \mathbf {Y_{0}} ={\frac {1}{\mathbf {Z_{0}} }}}

ولحساب التوصيلية {\displaystyle \mathbf {G_{0}} } :

{\displaystyle \mathbf {G_{0}} ={\frac {\mathbf {W} }{\mathbf {V_{1}} ^{2}}}}

ولحساب المطاوعة كهربائية :

{\displaystyle \mathbf {B_{0}} ={\sqrt {\mathbf {Y_{0}} ^{2}-\mathbf {G_{0}} ^{2}}}}

أو 

{\displaystyle \mathbf {Y_{0}} =\mathbf {G_{0}} +\mathbf {j} \mathbf {B_{0}} }

حيث : 

{\displaystyle \mathbf {W} } : هي قراءة الواتميتر . 

{\displaystyle \mathbf {V_{1}} } : هو الجهد المقنن . 

{\displaystyle \mathbf {I_{0}} } : هو تيار اللاحمل . 

{\displaystyle \mathbf {I_{m}} } : هو تيار المغنطة . 

{\displaystyle \mathbf {I_{w}} } : هو تيار المفاقيد الحديدية . 

{\displaystyle \mathbf {Z_{0}} } : هي معاوقة اللاحمل . 

{\displaystyle \mathbf {Y_{0}} } : هي مسامحة اللاحمل .